# Első Magyar Gácsországi Vasút
Az Első Magyar Gácsországi Vasút (EMGV, németül Erste Ungarisch-Galizische Eisenbahn, EUGE) egy magánvasút-társaság volt az Osztrák–Magyar Monarchiában.

## Története
A magyar rész koncesszióját 1869. július 14-én, az osztrák részét pedig 1869. szeptember 11-én adták ki. A pályaszakaszok megnyitásai 1871. december 25-től 1874. május 30-ig történtek meg.
Az EMGV építésének legnagyobb kihívása a nagy łupkówi alagút volt a Keleti-Kárpátokban, melynek építésével az EMGV olyan anyagi nehézségekbe került, hogy támogatóként Ausztriának és Magyarországnak is közbe kellett lépni.
1889. január 1-jén indult meg a forgalom az osztrák (kkStB), és a magyar államvasutak (MÁV) irányításával. Később az EMGV pályáját egy osztrák – Przemyśl-től a magyar-galíciai határig –, majd onnan Mihályiig (ma Szlovákia) egy magyar részre osztották. 1905. április 1-jén az osztrák részt államosították.
1915. szeptember 26-án Mezőlaborcnál egy tehervonat 30 kőolajjal teli tartályvagonnal egy lejtőn elszabadult és nekiütközött egy kórházvonatnak. 26 halott volt.

## Szakaszai
| Szakasz                                   | Hosszúság (km) | Megnyitás           |
| ----------------------------------------- | -------------- | ------------------- |
| Legenyemihályi – Homonna                  | 64,62          | 1871. december 25.  |
| Przemyśl – Chyrów                         | 33,19          | 1872. május 13.     |
| Chyrów – Krościenko                       | 19,40          | 1872. július 1.     |
| Krościenko – Ustrzyki Dolne               | 8,09           | 1872. szeptember 3. |
| Ustrzyki Dolne – Komańcza                 | 70,26          | 1872. november 12.  |
| Komańcza – Łupków                         | 13,75          | 1872. december 18.  |
| Homonna – Łupkówi alagút – Legenyemihályi | 55,42          | 1873. június 12.    |
| Łupkówi alagút (magyar-galíciai határ)    | 0,416          | 1874. május 30.     |

## Fordítás
- Ez a szócikk részben vagy egészben  az   Erste Ungarisch-Galizische Eisenbahn című német Wikipédia-szócikk fordításán alapul.  Az eredeti cikk szerkesztőit annak laptörténete sorolja fel. Ez a jelzés csupán a megfogalmazás eredetét és a szerzői jogokat jelzi, nem szolgál a cikkben szereplő információk forrásmegjelöléseként. Az eredeti szócikk forrásai szintén ott találhatóak.